# José María Belauste
José María Belausteguigoitia Landaluce (ur. 3 września 1889 w Bilbao, zm. 4 września 1964 w Meksyku) – hiszpański piłkarz.
Występował na pozycji pomocnika. Był kapitanem Athletic Bilbao i reprezentacji Hiszpanii. Jego bracia, Francisco i Ramón również grali w Athletico. Belauste i Pichichi byli członkami ekipy Athletico w latach 10. i 20. XX wieku. W roku 1920 był członkiem kadry Hiszpanii na igrzyskach olimpijskich w Antwerpii. Belauste rozegrał 3 tam mecze i strzelił jednego gola, a jego ekipa zdobyła srebrny medal.

## Sukcesy
Athletic Bilbao
- Puchar Króla:5
  - 1911, 1914, 1915, 1916, 1921
- Campeonato Norte:3
  - 1913/14, 1914/15, 1915/16
- Campeonato de Vicaya:2
  - 1919/20, 1920/21

Reprezentacja Hiszpanii
- Olimpiada:1
  - srebrny medal: 1920